# Abraham Kerns Arnold
Abraham Kerns Arnold, ameriški general, * 24. marec 1837, † 3. november 1901.
Kot konjeniški stotnik 5. konjeniškega polka med ameriško državljansko vojno je prejel medaljo časti za vodenje napada na močnejše konfederacijske sile, ki se je odvijal 10. maja 1864 v Davenport Bridgu (Virginija). 
Njegov sin, polkovnik Percy Weir Arnold, je bil konjeniški častnik med špansko-ameriško, filipinsko-ameriško in prvo svetovno vojno.

## Življenjepis
Leta 1859 je diplomiral na Vojaški akademiji ZDA, nato pa je služil v različnih konjeniških enotah na zahodni meji vse do ameriške državljanske vojne. Ob pričetku vojne je bil 12. julija 1862 povišan v stotnika in bil dodeljen 5. konjeniškemu polka, v katerem je bil skoraj celotno trajanje vojne. Za zasluge med bitko 19. maja 1864 pri Davenport Bridgu (Virginija) je prejel medaljo časti; slednjo je prejel 1. septembra 1893, šele 27 let pozneje. 7. maja 1864 je bil povišan v brevetnega majorja zaradi izkazanega poguma med bitko za Toddovo taverno 7. maja istega leta. Po vojni je ostal v redni vojaški sestavi, pri čemer je sodeloval v vojnah proti ameriškim staroselcem in proti Kubi, pri čemer je dosegel čin stalnega polkovnika in brigadnega generala prostovoljcev. Upokojil se je leta 1901.